# Bulbostylis ciliatifolia
Bulbostylis ciliatifolia är en halvgräsart som först beskrevs av Stephen Elliott, och fick sitt nu gällande namn av Merritt Lyndon Fernald. Bulbostylis ciliatifolia ingår i släktet Bulbostylis och familjen halvgräs.

## Underarter
Arten delas in i följande underarter:
- B. c. ciliatifolia
- B. c. coarctata